# Ермаков, Фрол Андреевич
Фрол Андреевич Ермаков (1915, Калужская губерния — 1943, Гомельская область) — Герой Советского Союза, лейтенант; участник Великой Отечественной войны, командир роты 1281-го стрелкового полка (60-я стрелковая дивизия, 18-й стрелковый корпус, 65-я армия, Центральный фронт).

## Биография
Родился 2 (15) августа 1915 года в деревне Жуково (ныне — Ульяновского района Калужской области; по другим данным — в деревне Нестеровка Новосергиевского района Оренбургской области)) в семье крестьянина. Русский.
Детские и юношеские годы провёл в деревне Нестеровка Оренбургской области. Получил начальное образование. Работал на торфоразработках, затем на кирпичном заводе в городе Струнино Владимирской области.
В Красной армии с 1937 года. В 1938 году окончил полковую школу, в 1941 — курсы усовершенствования командного состава. Младшим лейтенантом проходил службу в запасном стрелковом полку.
В действующую армию направлен в мае 1942 года. Воевал на Брянском, Юго-Западном и Центральном фронтах. Участвовал в боях в районе Белёва (Тульская область), Орла и Севска (Брянская область), Курской битве. В начале 1943 года лейтенант Ермаков был назначен командиром 1-й роты 1-го стрелкового батальона 1281-го стрелкового полка 60-й стрелковой дивизии. Член ВКП(б)/КПСС с 1943 года.
Особо отличился в боях за Днепр. Командир роты лейтенант Ермаков в ночь на 18 октября 1943 года одним из первых в дивизии преодолел со своим подразделением Днепр и, несмотря на упорное сопротивление противника, устремился вперёд, захватил северную окраину деревни Бывальки и укрепился на занятом рубеже. В течение 19 и 20 октября рота отразила три контратаки врага и удержала позиции до подхода основных сил, нанеся противнику существенный урон. Погиб 20 октября 1943 года при отражении вражеской атаки численностью около батальона.
Похоронен в братской могиле в деревне Бывальки (Лоевский район Гомельской области).

## Награды и звания
- Указом Президиума Верховного Совета СССР от 30 октября 1943 года за мужество, отвагу и героизм, проявленные в борьбе с немецко-фашистскими захватчиками, лейтенанту Ермакову Фролу Андреевичу посмертно присвоено звание Героя Советского Союза.
- Награждён орденом Ленина.

## Память
- В городе Струнино и в деревне Бывальки (Лоевский район, Гомельская область) его именем названы улицы.
- Имя Героя носила пионерская дружина школы деревни Бывальки.